# Exèrcit Mambí
L'Exèrcit Llibertador de Cuba, conegut popularment com a Exèrcit Mambí, va ser un exèrcit independentista de tipus irregular sorgit a l'últim terç del segle xix per aconseguir la independència total de Cuba del colonialisme espanyol i l'abolició de l'esclavitud al país, durant l'anomenada Guerra dels Deu Anys (1868-1878).
Després d'acabada oficialment aquesta guerra, els últims rebels independentistes van continuar resistint fins a inicis de 1879. Mesos després, l'estiu d'aquell mateix any, es va iniciar l'anomenada Guerra Chiquita, que va durar poc més d'un any fins a finals de 1880. Durant la primera guerra esmentada, els cubans van causar 80 mil baixes definitives a l'exèrcit d'operacions espanyol a Cuba, tot i comptar només amb huit mil homes mal armats, pitjor alimentats i vestits, i sense paga.
Ni la Guerra dels Deu Anys, ni la Guerra Chiquita van aconseguir la independència de Cuba, de manera que les hostilitats es van reprendre a la Guerra del 95 (1895-1898), en què van morir desenes de milers d'espanyols més. En les dues primeres guerres, també es reclamava l'abolició de l'esclavitud. No obstant això, aquesta va ser abolida finalment el 1886, de manera que la Guerra del 95 va ser exclusivament per la causa independentista. Finalment, després de trenta anys de lluita, la imminent victòria dels mambises va ser impulsada i reforçada amb la intervenció militar dels Estats Units el 1898.
L'Exèrcit Mambí va estar actiu en un primer període entre 1868 i 1880, durant Guerra dels Deu Anys (1868-1878) i la Guerra Chiquita (1879-1880). Després, va tornar a estar actiu en un segon període, durant la Guerra del 95 o Guerra Necessària, entre els anys 1895 i 1899, quan va ser finalment llicenciat.
En ser un exèrcit guerriller de tipus irregular, l'Exèrcit Llibertador de Cuba no comptava amb artilleria, llevat de les poques peces que van poder-li arrabassar esporàdicament a l'enemic colonialista. La seva força principal radicava en la cavalleria, bàsicament armada amb matxets i alguns sabres, amb suport de la infanteria, escassament dotada amb armes de foc i poques municions. Tampoc no posseïa marina de guerra, però sí rebia el suport esporàdic d'expedicions marítimes que arribaven des de l'exterior de país.